# Wyndmere
Wyndmere è un centro abitato (city) degli Stati Uniti d'America, situato nella Contea di Richland, nello Stato del Dakota del Nord. Nel censimento del 2000 la popolazione era di 533 abitanti. La città è stata fondata nel 1883. Appartiene all'area micropolitana di Wahpeton.

## Geografia fisica
Secondo i rilevamenti dell'United States Census Bureau, la località di Wyndmere si estende su una superficie di 2,30 km², tutti occupati da terre.

## Storia
La località fu fondata nel 1883. Prende nome da Windermere, in Inghilterra.
Nel 1927 vi morì Hans Langseth, detentore del record per la barba più lunga del mondo.

## Popolazione
Secondo il censimento del 2000, a Wyndmere vivevano 533 persone, ed erano presenti 144 gruppi familiari. La densità di popolazione era di 235 ab./km². Nel territorio comunale si trovavano 247 unità edificate. Per quanto riguarda la composizione etnica degli abitanti, il 97,56% era bianco, lo 0,19% era nativo e lo 0,19% proveniva dall'Asia, L'1,31% apparteneva ad altre razze, mentre lo 0,75% apparteneva a due o più. La popolazione di ogni razza ispanica corrispondeva all'1,31% degli abitanti.
Per quanto riguarda la suddivisione della popolazione in fasce d'età, il 28,5% era al di sotto dei 18, il 6,8% fra i 18 e i 24, il 27,6% fra i 25 e i 44, il 19,9% fra i 45 e i 64, mentre infine il 17,3% era al di sopra dei 65 anni di età. L'età media della popolazione era di 38 anni. Per ogni 100 donne residenti vivevano 105,0 maschi.